# Rathaus Tempelhof
Das Rathaus Tempelhof ist ein Verwaltungsgebäude, das in dem zum siebten Berliner Bezirk Tempelhof-Schöneberg gehörenden Ortsteil Tempelhof liegt.

## Lage

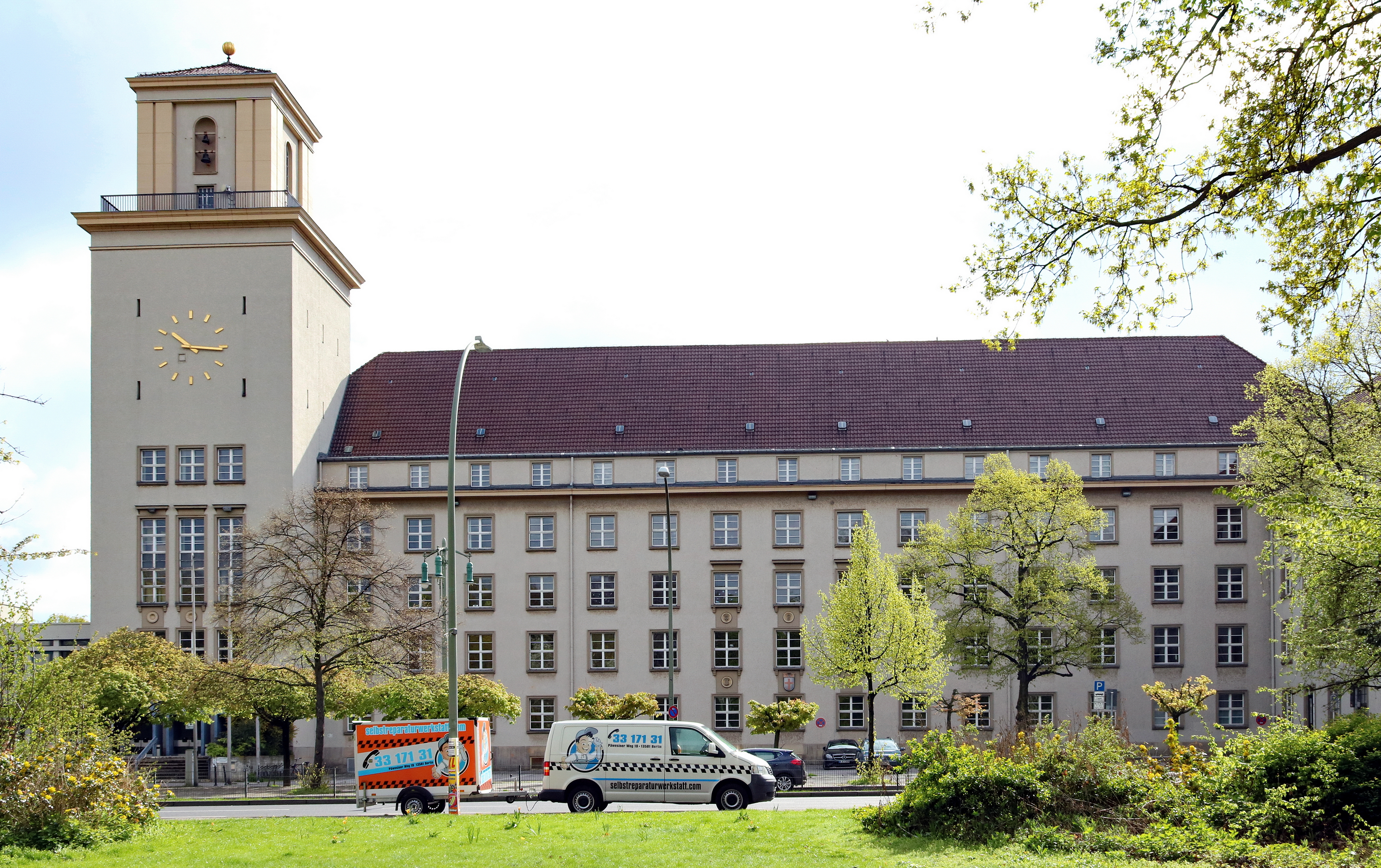
Rathaus Tempelhof im Jahr 2017 – Ansicht vom Alten Park

Das Rathaus Tempelhof befindet sich am Tempelhofer Damm 165 gegenüber dem Alten Park. Die Rückseite des Gebäudekomplexes grenzt an den Franckepark. Der südliche Gebäudeflügel schließt an das in den Jahren 1915–1917 von Otto Spalding errichtete Postamt am Tempelhofer Damm 171/173 an.
Es handelt sich um ein 4–5-geschossiges Bürodienstgebäude, das in den 1930er Jahren von Hellmut Delius als mehrflügelige Anlage mit einem 41 Meter hohen Uhren- und Glockenturm als eines der Wahrzeichen Tempelhofs erbaut wurde. 1969 kam ein eingeschossiger Anbau hinzu. Das Rathaus Tempelhof beherbergt aktuell unter anderem das Bürgeramt Tempelhof, das Ordnungsamt, das Sozialamt und die Straßenverkehrsbehörde von Tempelhof-Schöneberg.

## Geschichte und Architektur
Als am 1. Oktober 1920 die Stadtgemeinde Groß-Berlin gegründet wurde, hatte der neu geschaffene 13. Verwaltungsbezirk Tempelhof kein eigenes Rathaus. Die diesbezüglichen Planungen der vorher eigenständigen Gemeinde Tempelhof, die zum Landkreis Teltow gehörte, konnten infolge des Ausbruchs des Ersten Weltkriegs nicht mehr ausgeführt werden. Nach Ende des Krieges fehlten die finanziellen Mittel, um die Errichtung eines bezirklichen Verwaltungsgebäudes voranzutreiben. Die Verwaltungsstellen verteilten sich über den ganzen Bezirk. Erst nach der nationalsozialistischen Machtergreifung 1933 wurde das Geld für einen Rathausbau auf dem bereits 1911 von der Gemeinde erworbenen Grundstück am Franckepark freigegeben.
Die Planungen wurden von Magistratsoberbaurat Hellmut Delius erstellt. Der ursprünglich mit der Planung befasste Architekt Fritz Bräuning war von den Nazis als politisch missliebig entlassen worden. Bräuning hatte 1913/1914 als Tempelhofer Gemeindebaumeister einen monumentalen Rathausbau im neoklassizistischen Stil entworfen. Delius’ Entwurf hingegen verweist auf Stilelemente der Neuen Sachlichkeit der 1920er Jahre, die auf jegliches Pathos verzichtete und herkömmliche Materialien und Bauelemente verwendete.
Der Bau hat schlichte, grau verputzte Fassaden, die durch gleichmäßige Reihen von Rechteckfenstern gegliedert sind. Grundriss und Raumaufteilung spiegeln die Bauweise von Verwaltungsgebäuden während der Zeit des Nationalsozialismus wider. Die Amtsräume sind einfach gestaltet, ein Sitzungssaal für die Bezirksverordnetenversammlung war nach Einführung des Führerprinzips nicht vorgesehen, denn eine kommunale Selbstverwaltung gab es nicht mehr.
An den Haupttrakt mit Attikageschoss schließt sich der wuchtige und weithin sichtbare 41 Meter hohe Glocken- und Uhrenturm mit fensterlosen Wänden über quadratischem Grundriss an. Er markiert die Ortsmitte von Tempelhof. Der Turm wurde architektonisch mit größerem Aufwand als der Haupttrakt gestaltet. Der zurückgesetzte, durch Lisenen gegliederte Turmaufsatz mit Zeltdach sowie die zweigeschossige Ehrenhalle im Turminneren zeigen verhaltene Anklänge an den Klassizismus. Die Ehrenhalle mit umlaufender Galerie dient als Eingangshalle. Im ersten Stock hängen Porträtgemälde der Tempelhofer Bürgermeister.

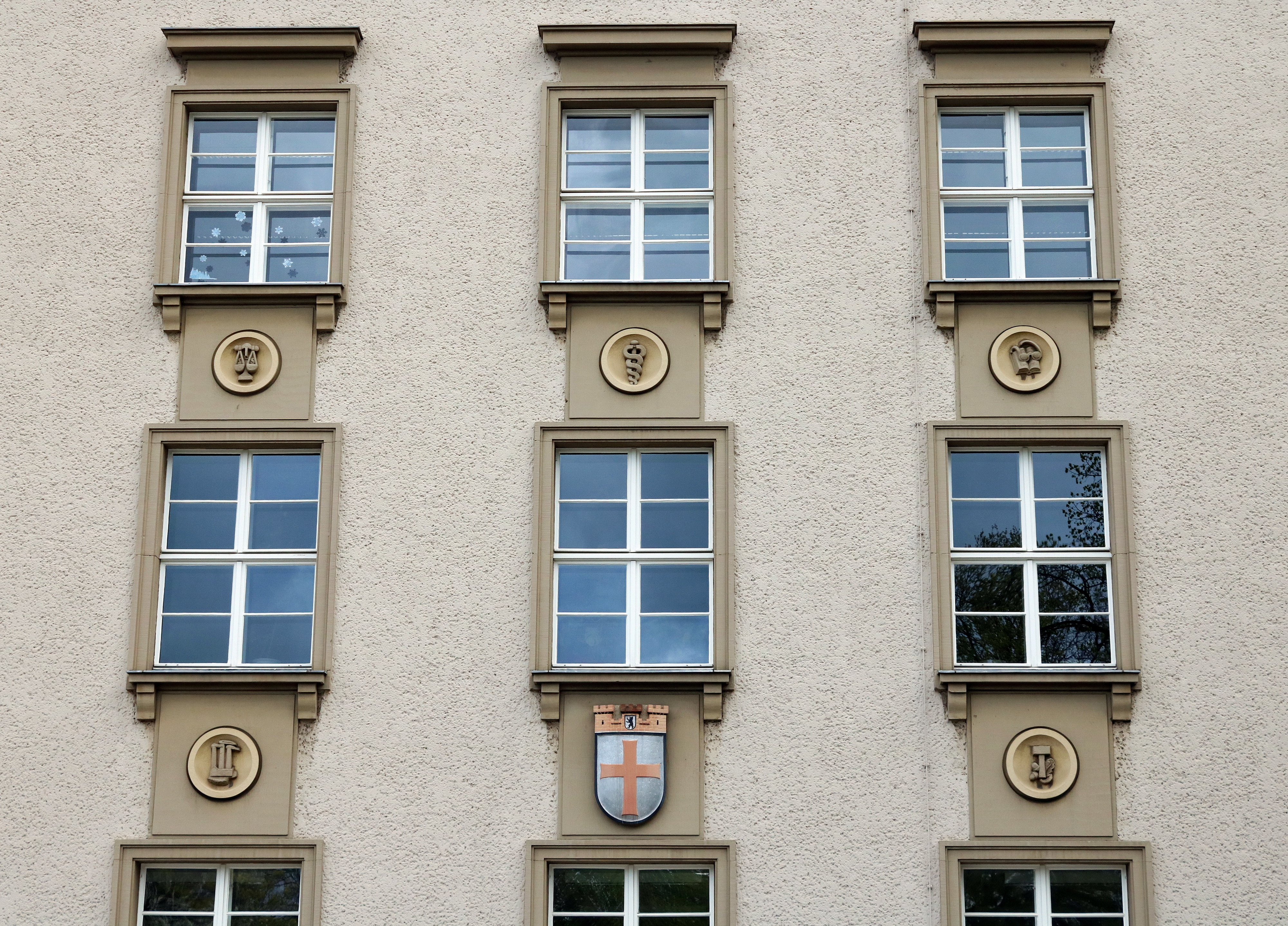
Wappen des ehemaligen Bezirks Tempelhof und Medaillons am Haupttrakt

Die mehrflügelige Anlage springt am Tempelhofer Damm zurück, um einen Vorplatz freizulassen. Im Mittelbereich des Haupttraktes am Tempelhofer Damm sind das Wappen des ehemaligen Bezirks Tempelhof sowie kleine Medaillons angebracht, die Handwerk, Industrie, Wissenschaft und Justiz symbolisieren.
Die Grundsteinlegung war am 20. April 1936 und die Einweihung fand am 1. August 1938 statt. Die Baukosten betrugen 2,06 Mill. RM.
Im Jahr 1969 lieferte Willy Kreuer den Entwurf für den nördlichen lichtdurchfluteten, eingeschossigen Anbau auf Betonstützen, der direkt mit dem Altbau verbunden ist und die bis dahin unansehnliche Nordfassade des Rathauses verdeckt. Das Dach ist durch trapezförmig angeschnittene Lichtschächte akzentuiert. Mit dem Anbau kam auch der bis dahin fehlende Sitzungssaal für die Bezirksverordnetenversammlung hinzu.
Im Erdgeschoss befand sich die kommunale Galerie im Tempelhofer Rathaus.
Die vor dem Rathauseingang stehende Betonplastik (Formengruppe) wurde 1969 von dem Bildhauer Gerson Fehrenbach installiert.
Mit der Bezirksreform von 2001 und der Schaffung des Bezirks Tempelhof-Schöneberg haben sich die Verwaltungsaufgaben und Ämter im Bezirk auf die beiden Rathäuser Tempelhof und Schöneberg verteilt.

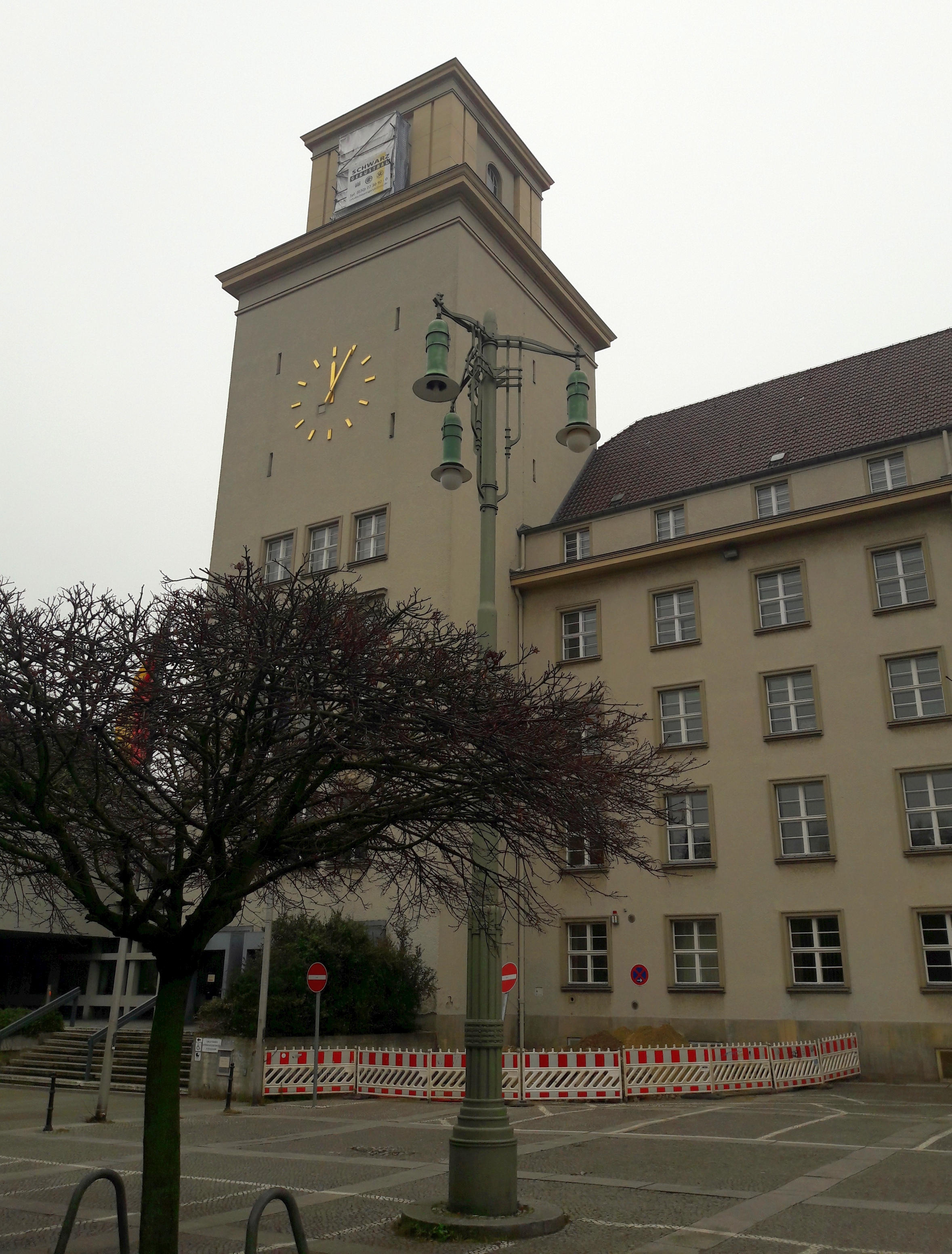
Bogenlampenkandelaber vor dem Rathaus, 2020

Im Gebäude besteht Sanierungs- und Modernisierungsbedarf. Es gibt im Rahmen des Projekts Neue Mitte Tempelhof Planungen für eine städtebauliche Aufwertung des gesamten Rathausareals zwischen Götz- und Albrechtstraße. Das Rathaus soll bei laufendem Betrieb zunächst instand gesetzt werden; ab 2022 soll eine durchgreifende Sanierung erfolgen. In einem dritten Schritt ist geplant, den bestehenden Anbau von 1969 durch einen umfänglichen Erweiterungsbau zu ersetzen.
Auf dem Vorplatz steht ein dreiarmiger Bogenlampen-Kandelaber mit schmiedeeisernen Lampenarmen.